# Muerte y funeral de Estado de Fidel Castro
La muerte del líder de Cuba, Fidel Castro, se produjo a las 22:45 hora local (03:45 UTC) del viernes 25 de noviembre de 2016 en su residencia en La Habana. Su hermano Raúl Castro informó oficialmente su muerte a través de la televisión. Según el mismo comunicado, sus restos fueron cremados "atendiendo su voluntad expresa". El Consejo de Estado decretó nueve días de luto nacional, hasta el de su sepelio, que tuvo lugar el 4 de diciembre de 2016 en el cementerio de Santa Ifigenia, y contó con la presencia de varios mandatarios de la región.
El cuerpo de Fidel Castro fue incinerado y sus cenizas fueron enterradas en Santiago de Cuba el 4 de diciembre de 2016.

## Antecedentes
En abril de 2016, Fidel Castro dijo al Partido Comunista: "Pronto deberé cumplir 90 años, nunca se me habría ocurrido tal idea y nunca fue fruto de un esfuerzo, fue capricho del azar. Pronto seré ya como todos los demás, a todos nos llegará nuestro turno, pero quedarán las ideas de los comunistas cubanos [···] como prueba de que en este planeta, si se trabaja con fervor y dignidad, se pueden producir los bienes materiales y culturales que los seres humanos necesitan [···] Y debemos luchar sin tregua para obtenerlos". En febrero de 2016, su hermano mayor Ramón había muerto a la edad de 91 años.
Los medios de comunicación y el gobierno de Florida del Sur esperaban que el anuncio de la muerte de Castro provocase el caos debido a las celebraciones y planes de derrocar el régimen. La ciudad de Miami había planeado abrir el Orange Bowl Stadium para las celebraciones; las escuelas tenían pensado terminar antes; los funcionarios de la policía y del gobierno tenían planes de bloqueo de los muelles para evitar que los exiliados cubanos intentaran invadir la isla.
El periódico The Miami Herald había desarrollado un "plan cubano" 20 años antes de la muerte de Castro. Con alrededor 60 páginas, incluiría varios extras de periódicos y reporteros que se unirían a la Guardia Costera de los Estados Unidos mientras el gran número de refugiados volvía a la isla. Los periodistas del periódico tendrían que estar preparados para entrar súbitamente en Cuba; los empleados sabían que la muerte de Castro interrumpiría sus vacaciones. Después de que Raúl Castro se convirtió en el líder del país y la entrada para visitar Cuba se hizo más fácil, tales planes se hicieron menos importantes.

## Funeral
El fallecimiento del líder de la Revolución cubana Fidel Castro se produjo a las 22:45 hora local (03:45 UTC) del viernes 25 de noviembre de 2016 en su residencia en La Habana.
Su hermano Raúl Castro informó oficialmente su muerte a través de la televisión. Según dijo en el mismo comunicado, sus restos serían cremados "atendiendo su voluntad expresa". El Consejo de Estado decretó nueve días de luto nacional, hasta el de su sepelio, que tendría lugar el 4 de diciembre de 2016 en el cementerio de Santa Ifigenia, y contaría con la presencia de varios mandatarios de la región.
El día 28 de noviembre millones de personas le rindieron homenaje al líder en la Plaza de la Revolución y en el resto del país y municipios de La Habana, realizando firmas al concepto de revolución del propio Fidel Castro y comprometiéndose a continuar con su obra.
El 29 de noviembre de 2016, una multitudinaria concentración del pueblo cubano y extranjeros, precedida por Raúl Castro junto a importantes jefes de estados del mundo homenajearon en la plaza de la Revolución de La Habana al líder con una serie de intervenciones que duraron cerca de cuatro horas. Al día siguiente, de la propia plaza salió rumbo a Santiago de Cuba una caravana con las cenizas de Fidel dentro de un pequeño féretro de cedro, en un viaje que rememora la Caravana de la Libertad de 1959 en sentido inverso.

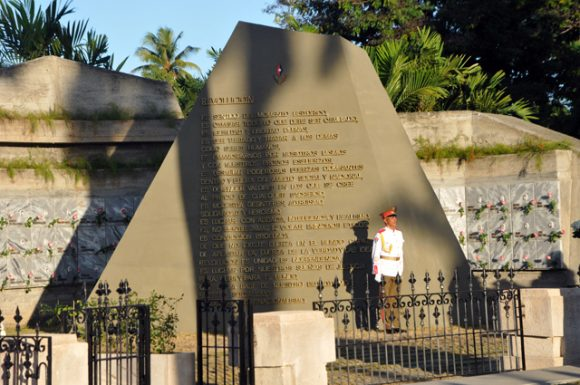
Ceremonia de inhumación de los restos de Fidel Castro

Durante la jornada del día 30 de noviembre, la caravana recorrió La Habana, San José de Las Lajas, Matanzas, Cárdenas, Colón, Santo Domingo, Cienfuegos y Santa Clara, donde pasó la noche para en la siguiente jornada continuar el itinerario. Durante el viaje fue masivo el apoyo popular, y el homenaje a Fidel Castro.
El día 1 de diciembre la caravana continuó por Placetas, Sancti Spíritus hasta Camagüey, donde pasaría la segunda noche del periplo. Durante el día 2 de diciembre la caravana recorrió las ciudades de Las Tunas, Holguín y Bayamo. El día 3 de diciembre, bien temprano en la mañana, continuó su último tramo, desde Bayamo a Santiago de Cuba. A las siete de la tarde de ese mismo día se realizó una segunda movilización en la plaza Antonio Maceo, donde Raúl Castro expresó la voluntad de Fidel de que no se erigiesen monumentos, ni se nombrasen tampoco calles o plazas con su nombre. También manifestó llevar a ley este último deseo de su hermano.

Fiel a la ética martiana de que “toda la gloria del mundo cabe en un grano de maíz”, el líder de la Revolución rechazaba cualquier manifestación de culto a la personalidad y fue consecuente con esa actitud hasta las últimas horas de vida, insistiendo en que, una vez fallecido, su nombre y su figura nunca fueran utilizados para denominar instituciones, plazas, parques, avenidas, calles u otros sitios públicos, ni erigidos en su memoria monumentos, bustos, estatuas y otras formas similares de tributo.
Raúl Castro

El día 4 de diciembre, en el cementerio de Santa Ifigenia (Santiago de Cuba), en presencia de la viuda de Fidel, sus hijos y algunos líderes y personalidades internacionales, Raúl Castro depositó una pequeña urna con las cenizas de su hermano en un nicho en forma de roca.

### Dignatarios extranjeros asistentes al funeral estatal
La mayoría de los estados enviaron delegaciones dirigidas por funcionarios de alto o medio rango al funeral; muchos estados africanos y latinoamericanos enviaron delegaciones dirigidas por presidentes o primeros ministros.
| Jefes de organizaciones multilaterales | | |
| Unión Africana                         | Presidente | Nkosazana Dlamini Zuma                                                                                   |
| Federación Sindical Mundial            | Secretario General | George Mavrikos                                                                                          |
| Jefes de Estado y gobernantes          | | |
| Antigua y Barbuda                      | Primer ministro | Gaston Browne                                                                                            |
| Bahamas                                | Primer ministro | Perry Christie                                                                                           |
| Bolivia                                | Presidente | Evo Morales                                                                                              |
| Canadá                                 | Gobernador General | David Johnston                                                                                           |
| Cabo Verde                             | Presidente | Jorge Carlos Fonseca                                                                                     |
| Colombia                               | Presidente | Juan Manuel Santos                                                                                       |
| República del Congo                    | Presidente | Denis Sassou Nguesso                                                                                     |
| Dominica                               | Primer ministro | Roosevelt Skerrit                                                                                        |
| Ecuador                                | Presidente | Rafael Correa                                                                                            |
| El Salvador                            | Presidente | Salvador Sánchez Cerén                                                                                   |
| Guinea Ecuatorial                      | Presidente | Teodoro Obiang Nguema Mbasogo                                                                            |
| Etiopía                                | Presidente | Mulatu Teshome                                                                                           |
| Grecia                                 | Primer ministro | Alexis Tsipras                                                                                           |
| Guyana                                 | Primer ministro | Moses Nagamootoo                                                                                         |
| Haití                                  | Presidente | Jocelerme Privert                                                                                        |
| Honduras                               | Presidente | Juan Orlando Hernández                                                                                   |
| Jamaica                                | Primer ministro | Andrew Holness                                                                                           |
| Kenia                                  | Presidente | Uhuru Kenyatta                                                                                           |
| México                                 | Presidente | Enrique Peña Nieto                                                                                       |
| Namibia                                | Presidente | Hage Geingob                                                                                             |
| Nicaragua                              | Presidente | Daniel Ortega                                                                                            |
| Panamá                                 | Presidente | Juan Carlos Varela                                                                                       |
| Santa Lucía                            | Primer ministro | Allen Chastanet                                                                                          |
| San Vicente y las Granadinas           | Primer ministro | Ralph Gonsalves                                                                                          |
| Sudáfrica                              | Presidente | Jacob Zuma                                                                                               |
| Surinam                                | Presidente | Dési Bouterse                                                                                            |
| Uganda                                 | Primer ministro | Ruhakana Rugunda                                                                                         |
| Venezuela                              | Presidente | Nicolás Maduro                                                                                           |
| Zimbabue                               | Presidente | Robert Mugabe                                                                                            |
| Representantes gubernamentales y otros | | |
| Argelia                                | Presidente del Consejo de la Nación                                                                                               | Abdelkader Bensalah                                                                                      |
| Angola                                 | Vicepresidente MPLA Secretario | Manuel Vicente Paulo Kassoma                                                                             |
| Argentina                              | Ministro de Relaciones Exteriores                                                                                                 | Susana Malcorra                                                                                          |
| Bielorrusia                            | Chief of the Presidential Administration                                                                                          | Viktor Sheiman                                                                                           |
| Belice                                 | Vice primer ministro | Patrick Faber                                                                                            |
| Brasil                                 | Ministro de Relaciones Internacionales Ministro de Cultura Expresidente                                                           | José Serra Roberto Freire Luiz Inácio Lula da Silva Dilma Rousseff                                       |
| Cabo Verde                             | Ministro de Cultura | Abraão Vicente                                                                                           |
| China                                  | Vicepresidente | Li Yuanchao                                                                                              |
| Chile                                  | Presidente del Senado Presidente de la Cámara de Diputados Ministro de Desarrollo Social                                          | Ricardo Lagos Weber Osvaldo Andrade Marcos Barraza                                                       |
| Colombia                               | FARC | [ 42 ]                                                                                                   |
| Francia                                | Minister de Ecología Enviado presidencial para América Latina                                                                     | Ségolène Royal Jean-Pierre Bel                                                                           |
| Gabón                                  | Presidente del Senado | Lucie Milebou Aubusson                                                                                   |
| Alemania                               | Excanciller | Gerhard Schröder                                                                                         |
| Haití                                  | Expresidente | René Préval                                                                                              |
| India                                  | Ministro de Interior Lok Sabha Portavoz Adjunto BJP MP INC MP CPI (M) Secretario General CPI Secretario BJD MP Samajwadi Party MP | Rajnath Singh M. Thambidurai Ramen Deka Anand Sharma Sitaram Yechury D. Raja Jhina Hikaka Javed Ali Khan |
| Irán                                   | | [ 42 ]                                                                                                   |
| Irlanda                                | Embajador con sede en México Presidente de Sinn Féin TD                                                                           | Sonja Hyland Gerry Adams                                                                                 |
| Jamaica                                | Líder de la Oposición | Portia Simpson Miller                                                                                    |
| Japón                                  | Miembro de la Cámara de Representantes                                                                                            | Keiji Furuya                                                                                             |
| Malasia                                | Embajador de Cuba | Khairi Omar                                                                                              |
| Mozambique                             | Expresidente | Armando Guebuza                                                                                          |
| Corea del Norte                        | Miembro del Presidium del Politburó                                                                                               | Choe Ryong-hae                                                                                           |
| Portugal                               | Ministro Asistente | Eduardo Cabrita                                                                                          |
| España                                 | Rey emérito | Juan Carlos I de España                                                                                  |
| Catar                                  | Antiguo Emir | Hamad bin Khalifa Al Thani                                                                               |
| Rusia                                  | Presidente de la Duma Estatal Vice primer ministro                                                                                | Vyacheslav Volodin Dmitry Rogozin                                                                        |
| Reino Unido                            | Ministro de Estado para Europa y las Américas Shadow Foreign Secretary (Trabajo)                                                  | Alan Duncan Emily Thornberry                                                                             |
| Estados Unidos                         | Consejero Adjunto de Seguridad Nacional Embajador designado                                                                       | Ben Rhodes Jeffrey DeLaurentis                                                                           |
| Uruguay                                | Vicepresidente Expresidente | Raúl Sendic José Mujica                                                                                  |
| Vietnam                                | Presidente de la Asamblea Nacional                                                                                                | Nguyễn Thị Kim Ngân                                                                                      |

El líder de la oposición de Reino Unido, Jeremy Corbyn, debía haber asistido como parte de la delegación de su país. Sin embargo, negó su asistencia más tarde. El predicador estadounidense y líder de los derechos civiles el Reverendo Jesse Jackson habló en un memorial dedicado a Castro en La Habana. Otros de los asistentes de repercusión mediática fueron Danny Glover y el argentino Diego Maradona.

## Otras reacciones
Durante las primeras horas del 26 de noviembre, el exilio cubano en La Pequeña Habana, Miami, así como en Hialeah, Florida, también tuvo celebraciones entre los miles de exiliados. En San Francisco (California) la reacción de la diáspora fue más variada. Celebridades cubanoamericanas comentaron sobre la muerte de Fidel Castro, entre ellas: José Canseco, quien escribió que:
"no puedo decir que sienta nada por su muerte. Hay una razón por la que muchos desertaron a Estados Unidos".
Gloria Estefan afirmó que el evento marca:
"la muerte simbólica de las ideologías destructivas que él abrazó y que, creo, está llenando a la comunidad de exiliados cubanos con una esperanza renovada y un alivio que ha tardado en llegar".
El presidente de Human Rights Foundation, Garri Kaspárov, escribió:
"Fidel Castro fue uno de los muchos monstruos del siglo XX. Sólo deberíamos lamentar que haya tenido tanto tiempo para infligir miseria en Cuba y más allá".
La directora para las Américas de Amnistía Internacional, Érika Guevara Rosas, emitió un comunicado en el que describía a Castro como un "líder progresista pero profundamente defectuoso". Citó:
"El acceso de los cubanos a servicios públicos como la salud y la educación mejoró sustancialmente gracias a la revolución cubana y por ello su liderazgo debe ser aplaudido. Sin embargo, a pesar de estos logros en áreas de política social, el reinado de 49 años de Fidel Castro fue caracterizado por una supresión despiadada de la libertad de expresión... El legado de Fidel Castro es una historia de dos mundos. La pregunta ahora es cómo serán los derechos humanos en una Cuba futura. Las vidas de muchos dependen de ello".